# كامبرون (مترو باريس)
كامبرون (بالفرنسية: Cambronne)‏ هي محطة مترو تابعة لمترو باريس تقع في فرنسا في الدائرة الخامسة عشرة في باريس.